# Toxorhina montina
Toxorhina montina är en tvåvingeart som beskrevs av Alexander 1931. Toxorhina montina ingår i släktet Toxorhina och familjen småharkrankar. Inga underarter finns listade i Catalogue of Life.